# Elementi invertibili
In genetica si definiscono elementi invertibili un tipo di elementi trasponibili simili ad un trasposone, ma che, oltre ai geni codificatori dei materiali necessari ai processi di trasposizione, codificano anche un enzima peculiare denominato DNA-invertasi, capace d'invertire l'orientamento dell'elemento che lo possiede nella sua collocazione nel cromosoma.
Questo elemento è responsabile della variazione di fase nella composizione antigenica dei flagelli, e rende possibile nei batteri del genere salmonella la presentazione di flagelli con due diversi makeup antigenici, consentendo di sottrarsi alla risposta immunitaria dell'ospite durante l'infezione.
Nel cromosoma dei batteri del genere Salmonella sono presenti due unità trascrizionali che codificano rispettivamente le proteine flagellari H1 e H2; nella seconda è presente anche un gene che codifica un repressore che si lega al promotore dell'unità trascrizionale H1 impedendone la funzione. Il promotore dell'unità trascrizionale H2 si trova in un elemento invertibile che codifica una particolare DNA-invertasi denominata hin. Se in coincidenza con la trascrizione della sequenza invertibile si produce l'enzima hin tutto l'elemento invertibile cambia il suo orientamento nel cromosoma, per cui il promotore dell'unità trascrizionale H2 in esso contenuto assume anch'esso un orientamento opposto e non è più in grado di funzionare, portando al blocco della sintesi non solo di flagellina H2 ma anche del repressore per il promotore dell'unità trascrizionale H1 che, a questo punto, inizia a funzionare fornendo al batterio flagelli H1. Una successiva inversione del trasposone invertibile ripristinerà la condizione di partenza. Il fenomeno si verifica con frequenza molto elevata e lo si considera forma speciale di evento mutazionale.